# James Gunn
James Francis Gunn Jr. (San Luis, Misuri; 5 de agosto de 1966)es un cineasta y guionista estadounidense, copresidente y codirector del Universo DC. Reconocido por escribir y dirigir las películas de la trilogía de Guardianes de la Galaxia (2014-2023), la película The Suicide Squad (2021) y la película de Superman (2025); así como las series Peacemaker (2022) de HBO Max, Creature Commandos (2024), y el especial original de Disney+ The Guardians of the Galaxy Holiday Special (2022). 
En 2022, Warner Bros. Discovery contrató a Gunn y Peter Safran para convertirse en copresidentes y codirectores ejecutivos de DC Studios. Bajo DC Studios, Gunn coproducirá y será productor ejecutivo de todas las películas y series de televisión de la próxima franquicia de medios del Universo DC (DCU) junto con Safran, al mismo tiempo que seguirá escribiendo guiones y dirigiendo proyectos para el DCU.
Comenzó su carrera como guionista a mediados de los años 1990, comenzando en Troma Entertainment con Tromeo and Juliet (1997). Luego comenzó a trabajar como director, con la película de comedia de terror Slither (2006) y pasando al género de superhéroes como Super (2010). Otros proyectos por los que es conocido son escribir para la nueva versión de 2004 de Dawn of the Dead (1978), escribir la adaptación de acción real de Scooby-Doo (2002) y su secuela Scooby-Doo 2: Monsters Unleashed (2004), escribiendo y produciendo la película de acción y terror The Belko Experiment (2016), produciendo la película de terror y superhéroes Brightburn (2019) y contribuyendo a la película de comedia y antología Movie 43 (2013).

## Biografía

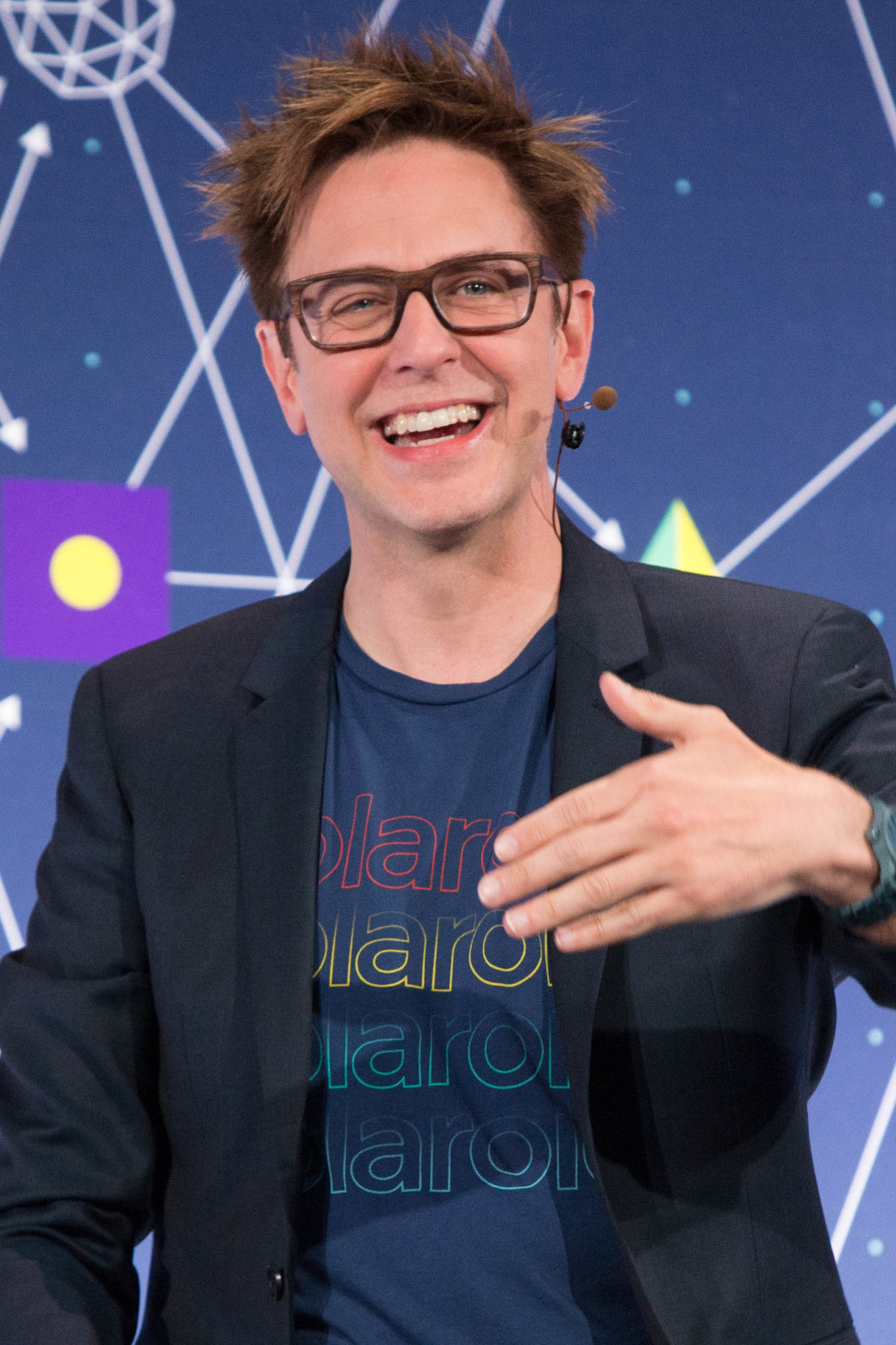
James Gunn en 2017.

James Francis Gunn Jr.  nació el 5 de agosto de 1966 en San Luis, Misuri. Fue criado como católico en el municipio suburbio de St Louis en Manchester, Misuri, junto a sus padres, James F. Gunn, un abogado, y Leota "Lee" (Hynek). Tiene cinco hermanos: el actor Sean, el actor y escritor político Matt, el guionista Brian, Patrick y Beth. Gunn es de ascendencia irlandesa y judía, y su padre proviene de una familia de inmigrantes irlandeses. Gunn ha declarado que el apellido de su familia era originalmente el nombre irlandés MacGilgunn.
Gunn y sus hermanos asistieron a la escuela secundaria de la Universidad Jesuita de St. Louis, donde se graduó en 1984. Luego obtuvo una licenciatura en Artes de la Saint Louis University. Mientras estaba en la Saint Louis University, Gunn creó caricaturas políticas para el semanario estudiantil de la escuela, The University News. Gunn dijo que, en un momento no especificado de su educación universitaria, «Fui a la escuela de cine de dos años en Loyola Marymount University en Los Ángeles. Pero estaba bastante jodido en ese momento y tuve que irme. Años después fui a la escuela de posgrado en la Escuela de Bellas Artes de la de Columbia, pero estudié escritura en prosa, no escritura cinematográfica». Obtuvo una maestría en Bellas Artes de la Columbia University en  Nueva York en 1995. 

## Trayectoria profesional

### Década 1990
Su trabajo creando películas comienza en 1995 cuando trabaja en Troma Entertainment, una distribuidora y productora estadounidense, para quienes escribe la cinta independiente Tromeo and Juliet (1996). Logró trabajar con quien sería su mentor, Lloyd Kaufman, aprendiendo cómo escribir guiones, producir films y sobre distribución. Después de continuar con sus trabajos en Troma, en el año 2000, escribe, produce y actúa en su comedia de superhéroes The Specials (2000).

### Década 2000
El primer trabajo en Hollywood que realizó Gunn fue Scooby-Doo (2002). En el año 2004, escribió guiones para la adaptación de El Amanecer de los Muertos y Scooby-Doo 2: Monsters Unleashed. Con estos estrenos, James se transformó en el primer guionista en tener dos cintas que encabezaban la taquilla durante semanas consecutivas. Durante ese mismo año, produjo y actuó en el documental falso LolliLove, donde dirigía y protagonizaba su entonces esposa Jenna Fischer. Dirigió y escribió Slither (2006), la cual fue incluida dentro de una lista sobre las 50 películas con mejores críticas, por el sitio web Rotten Tomatoes. En el año 2010, Gunn lanzó la película Super (2010) una comedia negra y sátira de superhéroes protagonizada por Rainn Wilson y Elliot Page.

### Década 2010

#### Marvel Studios: Guardians of the Galaxy
James dirigió y coescribió la adaptación del cómic de los Estudios Marvel Guardianes de la Galaxia, que fue estrenada el 1 de agosto de 2014. Con el éxito del film aclamado por la crítica, James Gunn escribió una carta de agradecimiento en Facebook a quienes lo apoyaron:

«Gracias a todos los que vieron (y están viendo) ‘Guardianes de la Galaxia’ este fin de semana, desde el fondo de mi corazón. Los Guardianes son un grupo de excéntricos, marginados, y nerds. Está película es para cualquiera que alguna vez se haya sentido apartado, rechazado, o diferente. Es para todos nosotros que no pertenecemos. Esta película le pertenece a ustedes. Y hoy, creo que estamos bien.»
James Gunn

En una edición del Festival de Cannes, el director Steven Spielberg concedió una entrevista grupal donde reveló cual es la mejor película de superhéroes que ha visto:

Realmente me gustaron mucho el Superman de Richard Donner, The Dark Knight de Christopher Nolan y la primera película de Iron Man, aunque la película que más me ha impresionado es una que no se toma demasiado en serio a sí misma: Guardians of the Galaxy. Cuando termine de verla, salí del cine sintiendo que había visto algo nuevo, libre de cinismo y sin miedo a arriesgarse cuando era necesario.
Steven Spielberg

Cuando James Gunn, el director de Guardians of the Galaxy, se enteró de las palabras de Spielberg se sintió sumamente feliz: «Éste es el mayor elogio que he recibido. Tengo lágrimas en los ojos en este momento. Nadie ha influenciado más que él (Spielberg) a Guardians of the Galaxy».
El 26 de julio de 2014, los Marvel Studios anunciaron durante la Comic-Con que Gunn seguiría a cargo de la secuela de Guardianes de la Galaxia. Adicionalmente, James Gunn ha aparecido como actor en pequeños roles, muchas veces no acreditados, en sus propios proyectos. El 20 de julio de 2018, Walt Disney Studios anunció que Gunn fue despedido como director de Guardians of the Galaxy Vol. 3, luego de una polémica respecto a los tuits en los que bromeaba con temas controvertidos publicados entre 2008 y 2009.  En marzo de 2019, Disney reintegró a Gunn como director de la película después de reunirse con Alan Horn, presidente de Walt Disney Studios. Gunn comenzó la producción de Guardianes de la Galaxia vol. 3 (2023) en octubre de 2021.

#### Warner Bros Studios: The Suicide Squad
El 10 de octubre de 2018, Warner Bros Studios dio a conocer que Gunn para dirigiría The Suicide Squad.
Debido a la situación de controversia de Gunn durante esos años, Sony Pictures decidió no promocionar la película de terror Brightburn (2019), producida por Gunn, en la Comic-Con de San Diego de 2018. Sin embargo, cuando se publicó el primer avance de la película el 8 de diciembre de 2018, el nombre de Gunn apareció de manera destacada.   

### Década 2020

#### Universo DC (DCU)
Gunn y su frecuente socio de producción Peter Safran habían asesorado a David Zaslav, director ejecutivo de la recién creada Warner Bros. Discovery, durante su búsqueda de un nuevo director para DC Films. El dúo impresionó a Zaslav, quien decidió nombrarlos copresidentes y directores ejecutivos de DC Films, rebautizada como "DC Studios", para el nuevo universo Universo DCU con control sobre películas, animación y proyectos de televisión basados en personajes de DC Comics. Gunn supervisa los aspectos creativos y será exclusivo de Warner Bros. Discovery durante su mandato, excepto por sus compromisos previos con Disney. Los dos asumieron sus cargos el 1 de noviembre de 2022.
En diciembre de 2022, Gunn anunció que estaba escribiendo una película sobre un joven Superman durante sus primeros años en Metrópolis, que luego se reveló que se titularía Superman (2025) y su estreno estaba previsto para julio de 2025; en marzo de 2023 se confirmó que Gunn también dirigiría el proyecto. En enero de 2023, Gunn y Safran revelaron sus planes para futuras películas de DCU, y el primer capítulo se tituló Capítulo 1: Dioses y Monstruos. También se reveló que Gunn estaba escribiendo una serie animada de siete episodios titulada Creature Commandos, basada en el equipo de cómics del mismo nombre, y trabajando en la serie Waller de HBO Max, un spin-off de la serie Peacemaker centrado en el personaje de Amanda Waller.

## Vida personal
Estuvo casado con la actriz y productora norteamericana Jenna Fischer desde el 2000, hasta su separación en el 2009, desde el 2015 esta con la actriz Jennifer Holland, el cual el 21 de febrero del 2022, anunciaron su compromiso matrimonial luego de 7 años de relación y se casaron a finales de septiembre de 2022.
Tiene un perro llamado Oz, adoptado en un refugio en 2022. Gunn comparte fotos del perro con regularidad y promociona #AdoptDontShop. Por esa razón, además de su trabajo CGI en Guardianes de la Galaxia Vol.3, la organización PETA declaró a Gunn como su Persona del año 2023.
Gunn se crio en una familia católica y ha mencionado cómo la oración sigue desempeñando un papel importante en su vida, pero también ha dicho que es "en cierto modo, antirreligioso".

## Filmografía

### Largometrajes
| Año  | Título original                                | Función            | Función    | Función     | Función                      |
| Año  | Título original                                | Director           | Guionista  | Productor   | Actor                        |
| ---- | ---------------------------------------------- | ------------------ | ---------- | ----------- | ---------------------------- |
| 1996 | Tromeo and Juliet                              | Asociado           | Sí         | No          | El padre                     |
| 2000 | The Specials                                   | No                 | Sí         | Coproductor | Hombre                       |
| 2000 | Citizen Toxie: The Toxic Avenger IV            | No                 | No         | No          | Dr. Flem Hocking             |
| 2002 | Scooby-Doo                                     | No                 | Sí         | No          | No                           |
| 2003 | The Ghouls                                     | No                 | No         | No          | Detective Cotton             |
| 2003 | Doggie Tails, Vol. 1: Lucky's First Sleep-Over | No                 | No         | No          | Riley                        |
| 2003 | Melvin Goes to Dinner                          | No                 | No         | No          | Scott                        |
| 2004 | Dawn of the Dead                               | No                 | Sí         | No          | No                           |
| 2004 | Scooby-Doo 2: Monsters Unleashed               | No                 | Sí         | Coproductor | No                           |
| 2004 | LolliLove                                      | No                 | Sí         | Ejecutivo   | James                        |
| 2006 | Slither                                        | Sí                 | Sí         | No          | Hank                         |
| 2010 | Super                                          | Sí                 | Sí         | No          | Demonswill                   |
| 2013 | Movie 43: Segmento "Beezel"                    | Parcial            | Parcial    | No          | No                           |
| 2013 | Thor: The Dark World                           | escena poscréditos | No         | No          | No                           |
| 2014 | Guardians of the Galaxy                        | Sí                 | Sí         | No          | créditos finales             |
| 2016 | Doctor Strange                                 | invitado           | invitado   | No          | escena del cameo de Stan Lee |
| 2016 | The Belko Experiment                           | No                 | Sí         | Sí          | No                           |
| 2017 | Guardians of the Galaxy Vol. 2                 | Sí                 | Sí         | No          | No                           |
| 2018 | Avengers: Infinity War                         | No                 | Parcial    | Ejecutivo   | No                           |
| 2019 | Avengers: Endgame                              | No                 | No         | Ejecutivo   | No                           |
| 2019 | Brightburn                                     | No                 | No         | Sí          | No                           |
| 2021 | The Suicide Squad                              | Sí                 | Sí         | No          | No                           |
| 2022 | The Guardians of the Galaxy Holiday Special    | Sí                 | Sí         | No          | No                           |
| 2023 | Guardians of the Galaxy Vol. 3                 | Sí                 | Sí         | No          | No                           |
| 2025 | Superman                                       | Sí                 | Sí         | No          | No                           |
| 2026 | Supergirl: Woman of Tomorrow                   | No                 | No         | Sí          | No                           |
| 2026 | Coyote vs. Acme                                | No                 | Coescritor | Sí          | No                           |

### Cortometrajes
| Año  | Título original                                          | Función  | Función   | Función   | Función          |
| Año  | Título original                                          | Director | Guionista | Productor | Actor            |
| ---- | -------------------------------------------------------- | -------- | --------- | --------- | ---------------- |
| 1997 | Hamster PSA                                              | Sí       | Sí        | No        | No               |
| 1997 | Sgt. Kabukiman Public Service Announcement (Corto de TV) | No       | No        | No        | Masturbador loco |
| 2004 | Tube                                                     | No       | Sí        | No        | No               |
| 2008 | Sparky & Mikaela (Corto web)                             | Sí       | Sí        | Sí        | No               |
| 2008 | Humanzee! (Corto web)                                    | Sí       | Sí        | Sí        | James            |

### Series
| Año           | Título original                  | Función  | Función   | Función   | Función                |
| Año           | Título original                  | Director | Guionista | Productor | Actor                  |
| ------------- | -------------------------------- | -------- | --------- | --------- | ---------------------- |
| 1997-2000     | The Tromaville Cafe              | Sí       | Sí        | No        | Mike, el loco del boom |
| 2008-2009     | James Gunn's PG Porn (Serie Web) | Sí       | Sí        | Ejecutivo | Varios roles           |
| 2013          | Holliston: Episodio "Honesty"    | No       | No        | No        | John Anguish           |
| 2015          | Con Man (Serie Web)              | No       | No        | No        | Raaker 2.0             |
| 2022          | Peacemaker. Temporada 1          | Sí       | Sí        | Ejecutivo | No                     |
| 2024          | Creature Commandos               | No       | Sí        | Ejecutivo | No                     |
| 2025          | Peacemaker. Temporada 2          | Parcial  | Sí        | Ejecutivo | No                     |
| 2024–presente | DC Metal Force (Serie Web)       | No       | No        | Sí        | No                     |
| 2025          | Rick y Morty                     | No       | No        | No        | James Gunn             |
| 2026          | Lanterns                         | No       | No        | Sí        | No                     |

### Videojuegos
| Año  | Título original   | Función  | Función  | Función   | Función                     |
| Año  | Título original   | Director | Escritor | Productor | Actor                       |
| ---- | ----------------- | -------- | -------- | --------- | --------------------------- |
| 2012 | Lollipop Chainsaw | No       | Sí       | No        | No                          |
| 2013 | LocoCycle         | No       | No       | No        | Presidente de armas grandes |